# Скепня (Жлобинский район)
Скепня (бел. Скепня) — деревня в Пиревичском сельсовете Жлобинского района Гомельской области Белоруссии.
Неподалёку залежи железняка.

## География

### Расположение
В 30 км на юго-восток от Жлобина, 10 км от железнодорожной станции Салтановка (на линии Жлобин — Гомель), 65 км от Гомеля.

## Транспортная сеть
Транспортные связи по просёлочной, а затем автомобильной дороге Бобруйск — Гомель. Планировка состоит из трех частей: северной (к короткой широтной улицы присоединяется с севера короткая меридиональная улица), средней (к двум прямолинейным меридиональных, соединённых переулком улиц присоединяется на юге широтная улица) и южной (к чуть изогнутой, близкой к широтной ориентации улицы присоединяется с юга короткая прямолинейная улица). Застройка двусторонняя, преимущественно деревянная, усадебного типа.

## История
По письменным источникам известна с XVI века. В 1525 году упомянута как село Скепна в переписке Московского государства с ВКЛ о пограничных спорах. В 40-х годах XVII века согласно инвентаря Гомельского староства село, во владении виленского капитула, в Речицкого повета Минского воеводства Великого княжества Литовского.
После 1-го раздела Речи Посполитой (1772 год) в составе Российской империи. С 1880 года действовали хлебозапасный магазин, православная церковь. 3 июля 1884 года большая часть деревни сгорела, при её восстановлении изменена планировка. В 1885 году в Староруднянской волости Рогачёвского уезда Могилёвской губернии. Согласно переписи 1897 года находились школа грамоты, 3 ветряные мельницы, 2 кузницы, маслабойня. Рядом был одноимённый фольварк с винокурней. С 1907 года работало народное училище (46 учеников). В 1909 году 2019 десятин земли.
В 1923-24 годах в результате упорядочения земель были созданы посёлки Нестев Борок, Щитное, Смолин, Могильный, которые, кроме Щитного, сейчас не существуют. С 20 августа 1924 года до 1 декабря 1966 года центр Скепнянского сельсовета Жлобинского, с 28 июня 1939 года Стрешинского, с 17 декабря 1956 года Жлобинского районов Бобруйского (до 26 июля 1930 года) округа, с 20 февраля 1938 года Гомельской области. В результате пожара 1927 года сгорела школа. В 1929 году организован колхоз «Красная Скепня», работали нефтяная мельница, кузница. Во время Великой Отечественной войны оккупанты сожгли 23 двора. Освобождена 2 декабря 1943 года. В боях около деревни погибли 53 советских солдата (похоронены в братской могиле на западной окраине). Среди похороненных Герои Советского Союза И. А. Лозенко и Ф. А. Баталов. 240 жителей погибли на фронте. В 1966 году к деревне присоединён посёлок Малиновка. Центр совхоза «Скепнянский». Работают комбинат бытового обслуживания, средняя школа (с 2020 года закрыта), Дом культуры, библиотека, фельдшерско-акушерский пункт, детский сад (закрыт), отделение связи, магазин.
В 2008 году недалеко от Скепни в реке Окре были найдены останки древнего лесного слона, жившего более 95 тысяч лет назад.

## Население

### Численность
- 2004 год — 265 хозяйств, 576 жителей.

### Динамика
- 1885 год — 94 двора, 501 житель.
- 1897 год — 170 дворов, 1233 жителя (согласно переписи).
- 1925 год — в селе Скепня-1 — 111 дворов, в селе Скепня-2 — 85 дворов.
- 1940 год — 1075 жителей.
- 1959 год — 878 жителей (согласно переписи).
- 2004 год — 265 хозяйств, 576 жителей.

## Культура
- Дом культуры

## Достопримечательность
- Памятник, установленный в 1959 году на братской могиле, в которой похоронено 60 воинов 101-й стрелковой дивизии, погибших при освобождении района от немецко-фашистских захватчиков в 1943-1944 гг. Здесь же похоронен Герой Советского Союза Лозенко Иван Аркадьевич.

## Известные лица
- Баталов, Фёдор Алексеевич — советский офицер, участник трёх войн, Герой Советского Союза (9.08.1941).
- Лозенко, Иван Аркадьевич — капитан Рабоче-крестьянской Красной Армии, участник Великой Отечественной войны, Герой Советского Союза (1944).